# Fanny Price-Gwynne
Fanny Price-Gwynne (1819-1901) fue una novelista, artista, compositora, poeta y filántropa galesa. Fue una figura prominente de la sociedad victoriana, nació en la ciudad de Tenby en Pembrokeshire. Desde su infancia Fanny tuvo un gran amor por el mar, en parte porque su padre era capitán de la Marina Real Británica, además de fideicomisario de las organizaciones benéficas de Tenby. También desempeñó labores de gestión en la Royal National Lifeboat Institution y publicó las primeras tablas de mareas en el periódico local de su ciudad, el Tenby Observer. Su madre trabajaba como corresponsal local del periódico Carmarthen Journal y, probablemente alentó a su hija a que comenzara escribir ella misma.
Sus primeras novelas eran guías turísticas de Tenby para apoyar el turismo: Sketches of Tenby and its Neighbourhood (1846), Allen’s Guide to Tenby y A Guide to Tenby (1869). En 1845, se casó con John Gwynne, abogado de la sociedad Messrs. Gwynne and Stoke. Su asociación y matrimonio le dieron a Fanny una base financiera segura para continuar viviendo su estilo de vida privilegiado. En privado John alentó el trabajo de Fanny, pero tras la muerte de su padre dejó de escribir y comenzó a apoyar actividades de caridad. En 1870, John se unió al comité de un hospital rural, al que Fanny proporcionó una cocina. Ambos estaban ansiosos por apoyar cualquier actividad que mejorara Tenby, por lo que Fanny sirvió al menos cinco años como Agente Honoraria de la rama de Tenby en la Shipwrecked Mariners Society, desde la que hizo llamamientos para ayudar a los pescadores en dificultades distribuyendo cupones por que conseguían pan y otros comestibles.

Tras la muerte de John en 1880, Fanny se alejó de la sociedad. Tenía numerosas propiedades en St. Julian Street y Bridge Street además de St. Julian House, de las que disfrutó junto con su marido. Más adelante, Fanny sufrió por una negligencia de su sirviente. Tras ser investigada dicha negligencia, fue confiada al cuidado del Dr. Hamilton. Murió a los 82 años de edad un 14 de mayo de 1901.